# Amico mio, frega tu... che frego io!
Amico mio, frega tu... che frego io! è un film del 1973 diretto da Demofilo Fidani (con lo pseudonimo di Miles Deem).

## Trama
Due cowboys Jonas Dickinson e Mark Tabor sono stati derubati del loro oro nelle Montagne Rocciose e decidono di vendicarsi e di riprendere l'oro.